# Oxycheilinus mentalis
Oxycheilinus mentalis là một loài cá biển thuộc chi Oxycheilinus trong họ Cá bàng chài. Loài này được mô tả lần đầu tiên vào năm 1828.

## Từ nguyên
Từ định danh của loài trong tiếng Latinh có nghĩa là "thuộc về cằm", hàm ý đề cập đến hàm dưới hơi nhô ra ở loài cá này.

## Phạm vi phân bố và môi trường sống
O. mentalis có phạm vi phân bố ở Tây Ấn Độ Dương. Loài này được tìm thấy từ vịnh Aqaba, trải dài xuống Biển Đỏ và vịnh Aden, xa hơn ở phía nam đến phía tây bắc Madagascar.
O. mentalis sống gần các rạn san hô ngoài khơi ở độ sâu đến 20 m.

## Hình thái và sinh thái học
Chiều dài cơ thể tối đa được ghi nhận ở O. mentalis là 20 cm. O. mentalis được ghi nhận là có thể nhanh chóng bắt chước kiểu màu của loài cá đang bơi gần nó. Là một loài ăn cá nhỏ và nhuyễn thể, O. mentalis bắt chước kiểu màu của những loài cá không ăn thịt (như cá phèn Parupeneus macronemus) để dễ dàng tiếp cận những con mồi không thận trọng.

### Trích dẫn
- John E. Randall (2005). “A Review of Mimicry in Marine Fishes” (PDF). Zoological Studies. 44 (3): 299–328. Bản gốc (PDF) lưu trữ ngày 11 tháng 7 năm 2021. Truy cập ngày 23 tháng 4 năm 2021.